# Walk with You
«Walk with You» es el primer sencillo de Y not, el disco N.º 15 de Ringo Starr. Cuenta con la colaboración de su compañero ex-Beatle, Paul Mccartney en los coros. La pista no fue concebido originalmente como una posible colaboración con McCartney, que en un principio sólo iba a tocar el bajo en "Peace dream".

## Composición
En un video promocional, Ringo Starr ha recordado que "Walk With You" fue pensado originalmente para ser un "gospelly", pero que Van Dyke Parks no escribía sobre Dios. Volvieron a trabajar la melodía y completó la canción como una canción sobre el poder de la amistad. Ringo y Paul McCartney escucharon varias pistas que se había terminado de Y not. Paul desarrolló el dúo final de la melodía, y Ringo señaló que se hizo la canción más completa.

## Personal
- Ringo Starr: Voz, Batería y percusión.
- Paul McCartney: Bajo y coros
- Steve Dudas: guitarra
- Ann Marie Calhoun: violín
- Bruce Sugar: teclados.